# Adidas Europa League 2010/2011

М'яч Ліги Європи УЄФА 2010—2011

UEFA Europa League Official Match Ball 2010/2011 — офіційний м'яч Ліги Європи УЄФА 2010—2011. Цей м'яч був розроблений компанією Adidas спеціально для цього турніру.

## Технічні характеристики

Структура подібного м'яча

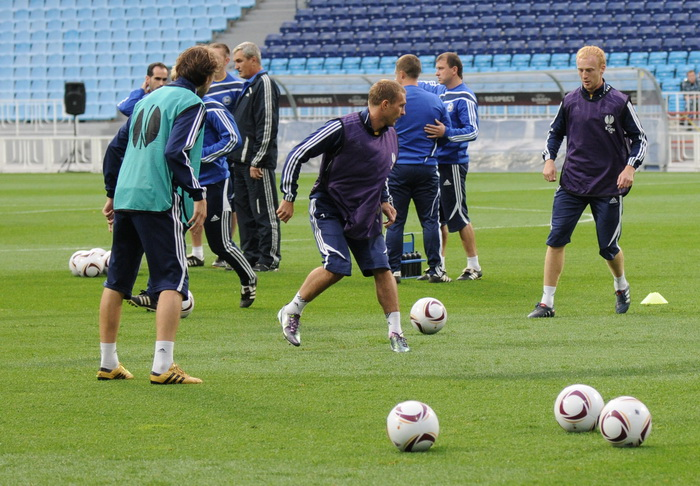
М'ячі на тренуванні

Конструкцією та структурою м'яч повністю ідентичний до Adidas Jabulani.
Сфера з восьми термосклеєних, рельєфних панелей. Панелі з етиленвінілацетату та термополіуретану відливаються об'ємними. Поверхня м'яча вкрита канавками за технологією Adidas «Grip 'n' Groove», що покликана забезпечити його найкращі аеродинамічні властивості.
|                    | Вимоги FIFA           | Характеристики м'яча |
| ------------------ | --------------------- | -------------------- |
| Довжина окружності | 68.5–69.5 см          | 69.0 ± 0.2 см        |
| Діаметр            | ≤ 1.5% різниці        | ≤ 1.0% різниці       |
| Водопоглинання     | ≤ 10% збільшення ваги | ~ 0% збільшення ваги |
| Вага               | 420—445 г             | 440 ± 0.2 г          |
| Відскік            | ≤ 10 см               | ≤ 6 см               |
| Втрата тиску       | ≤ 20%                 | ≤ 10%                |

## Дизайн
Дизайн м'яча ідентичний попередній моделі Adidas Europa League 2009/2010 і обумовлений логотипом Ліги Європи та супутнім їй графічним оформлленням. Поверхня м'яча — біла, на трикутних фрагментах розміщені графічні елементи червоного та жовтого кольорів.